# Campeonato Panamericano de Nado Sincronizado de 2012
El Campeonato Panamericano de Nado Sincronizado de 2012 se realizó en la ciudad de Cali, Valle del Cauca, entre el 29 de agosto y 2 de septiembre de 2012  en las Piscinas Panamericanas Hernando Botero O´byrne. El evento contó con la participación de más de ciento cincuenta nadadoras en representación de catorce países y dos clubes.
En la competición se llevaran a cabo las pruebas en las categorías Infantil, Juvenil, Júnior y Sénior. El evento es realizado por la Federación Colombiana de Natación, la Unión Americana de Natación y Liga de Natación del Valle.

## Calendario
| Fecha           | Actividades |
| --------------- | --- |
| 29 de agosto    | - Entrenamiento |
| 30 de agosto    | - Figuras categoría infantil - Figuras categoría juvenil - Figuras categoría junior - Final rutina libre combinada                                                                                                 |
| 31 de agosto    | - Preliminares de solo categoría infantil, juvenil y junior - Preliminares de dueto categoría infantil, juvenil y junior - Rutina técnica dueto categoría senior                                                   |
| 1 de septiembre | - Preliminares de equipo categoría infantil, juvenil y junior - Finales de solo categoría infantil, juvenil y junior - Finales de dueto categoría infantil, juvenil y junior - Rutina libre dueto categoría senior |
| 2 de septiembre | - Finales de equipo categoría infantil, juvenil y junior - Premiación |

## Participantes por categoría

### Infantil
| País           | N° de deportistas |
| -------------- | ----------------- |
| Colombia       | 10                |
| México         | 10                |
| Venezuela      | 10                |
| Estados Unidos | 5                 |
| Aruba          | 3                 |
| Estrellas      | 3                 |
| Canadá         | 2                 |
| Puerto Rico    | 2                 |
| Uruguay        | 1                 |

### Juvenil
| País           | N° de deportistas |
| -------------- | ----------------- |
| Colombia       | 12                |
| Estados Unidos | 10                |
| México         | 10                |
| Venezuela      | 10                |
| Costa Rica     | 9                 |
| Estrellas B    | 9                 |
| Perú           | 9                 |
| Puerto Rico    | 9                 |
| Estrellas      | 8                 |
| Aruba          | 2                 |
| Chile          | 2                 |
| Brasil         | 1                 |
| Curazao        | 1                 |

### Junior
| País        | N° de deportistas |
| ----------- | ----------------- |
| México      | 10                |
| Venezuela   | 10                |
| Perú        | 9                 |
| Colombia    | 8                 |
| Costa Rica  | 5                 |
| Puerto Rico | 5                 |
| Aruba       | 1                 |
| Chile       | 1                 |
| Guatemala   | 1                 |

### Sénior
| País       | N° de deportistas |
| ---------- | ----------------- |
| Colombia   | 2                 |
| Costa Rica | 2                 |
| Guatemala  | 2                 |
| Uruguay    | 2                 |

## Resultados por categoría

### Infantil

#### Medallero
| Evento | Oro                              | Plata                               | Bronce                                      |
| ------ | -------------------------------- | ----------------------------------- | ------------------------------------------- |
| Solo   | Nicole Dzurco 134.91             | María Acevedo 132.166               | Audrey Vallieres 132.051                    |
| Dueto  | Ava Lichter Julia St.John 135.08 | María Acevedo Raquel Pastor 132.560 | Marie-pierre Begin Audrey Vallieres 130.307 |
| Equipo | México · 124.4672                | Colombia · 119.1733                 | Venezuela · 114.5172                        |

#### Clasificación
| Posición | País           | Puntos |
| -------- | -------------- | ------ |
| 1        | México         | 127    |
| 2        | Colombia       | 111    |
| 3        | Venezuela      | 98     |
| 4        | Estados Unidos | 60     |
| 5        | Canadá         | 50     |
| 6        | Aruba          | 37     |
| 7        | Puerto Rico    | 28     |
| 8        | Uruguay        | 12     |
| 9        | Estrellas      | 0      |

### Juvenil

#### Medallero
| Evento | Oro                                   | Plata                               | Bronce                                 |
| ------ | ------------------------------------- | ----------------------------------- | -------------------------------------- |
| Solo   | Olivia Ekberg 141.749                 | Regina Alférez 141.115              | Angélica Salinas 137.095               |
| Dueto  | Olivia Ekberg Elizabeth Wiita 143.306 | Regina Alférez Laura Mojica 138.622 | María Barrera Angélica Salinas 135.524 |
| Equipo | Estados Unidos 134.4882               | México · 130.4800                   | Colombia · 129.4809                    |

#### Clasificación
| Posición | País           | Puntos |
| -------- | -------------- | ------ |
| 1        | Estados Unidos | 132    |
| 2        | México         | 121    |
| 3        | Colombia       | 110    |
| 4        | Venezuela      | 99     |
| 5        | Perú           | 79     |
| 6        | Puerto Rico    | 76     |
| 7        | Costa Rica     | 54     |
| 8        | Aruba          | 38     |
| 9        | Chile          | 23     |
| 10       | Curazao        | 12     |
| 11       | Brasil         | 0      |
| 12       | Estrellas      | 0      |
| 13       | Estrellas B    | 0      |

### Junior

#### Medallero
| Evento | Oro                                        | Plata                                   | Bronce                            |
| ------ | ------------------------------------------ | --------------------------------------- | --------------------------------- |
| Solo   | Estefanía Álvarez 146.646                  | Jessica Sobrino 142.037                 | Albany Avila 139.818              |
| Dueto  | Estefanía Álvarez Juliana Arbeláez 146.552 | Jessica Sobrino Luisa Rodríguez 145.620 | Albany Avila Karla Loaiza 142.432 |
| Equipo | México · 140.5076                          | Colombia · 139.7054                     | Venezuela · 134.1958              |

#### Clasificación
| Posición | País        | Puntos |
| -------- | ----------- | ------ |
| 1        | México      | 127    |
| 2        | Colombia    | 126    |
| 3        | Venezuela   | 110    |
| 4        | Puerto Rico | 90     |
| 5        | Costa Rica  | 45     |
| 6        | Chile       | 16     |
| 7        | Aruba       | 14     |

### Sénior

#### Medallero
| Evento | Oro                                        | Plata                            | Bronce                                   |
| ------ | ------------------------------------------ | -------------------------------- | ---------------------------------------- |
| Dueto  | Jennifer Cerquera Vanessa Cubillos 76.4000 | Daiane Aizen Sofia Falco 67.0000 | María Castañeda Gabriela Rosales 62.1000 |

#### Clasificación
| Posición | País        | Puntos |
| -------- | ----------- | ------ |
| 1        | Colombia    | 72     |
| 2        | Puerto Rico | 72     |
| 3        | Uruguay     | 66     |
| 4        | Perú        | 66     |
| 5        | Guatemala   | 60     |
| 6        | Costa Rica  | 0      |

## Medallero general
| Núm. | País           | Oro | Plata | Bronce | Total |
| ---- | -------------- | --- | ----- | ------ | ----- |
| 1    | Estados Unidos | 5   | 0     | 0      | 5     |
| 3    | Colombia       | 3   | 2     | 3      | 8     |
| 3    | México         | 2   | 7     | 0      | 9     |
| 4    | Uruguay        | 0   | 1     | 0      | 1     |
| 5    | Venezuela      | 0   | 0     | 4      | 4     |
| 6    | Canadá         | 0   | 0     | 2      | 2     |
| 7    | Guatemala      | 0   | 0     | 1      | 1     |

## Clasificación general
Según la FINA, la clasificación final de los campeonatos de nado sincronizado resulta de la suma de las puntuaciones finales en cada una de las categorías disputadas.
| Posición | País           | Puntos |
| -------- | -------------- | ------ |
| 1        | Colombia       | 419    |
| 2        | México         | 375    |
| 3        | Venezuela      | 307    |
| 4        | Puerto Rico    | 266    |
| 5        | Estados Unidos | 192    |
| 6        | Perú           | 145    |
| 7        | Costa Rica     | 99     |
| 8        | Aruba          | 89     |
| 9        | Uruguay        | 78     |
| 10       | Guatemala      | 60     |
| 11       | Canadá         | 50     |
| 12       | Chile          | 39     |
| 13       | Curazao        | 12     |
| 14       | Estrellas      | 0      |
| 15       | Estrellas B    | 0      |
| 16       | Brasil         | 0      |